# قورباغه پلنگی ریوگرانده
قورباغه پلنگی ریوگرانده (نام علمی: Rana brownorum) نام یک گونه از سرده قورباغه‌های برکه است.